# Долинський солевиварювальний завод

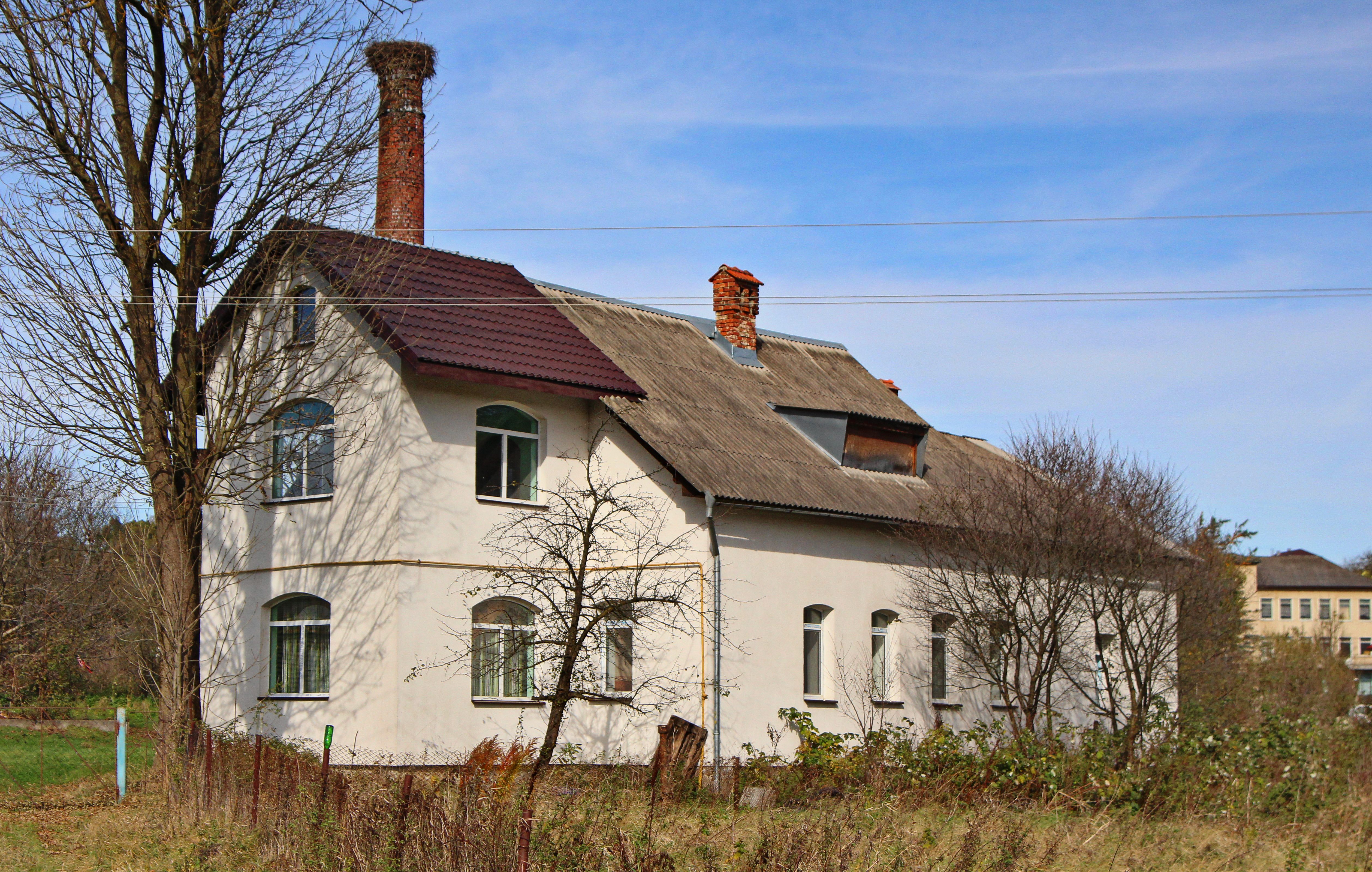
Ансамбль житлової та господарської забудови Долинської солеварні

Долинський солевиварювальний завод — підприємство харчової промисловості у місті Долина Долинського району Івано-Франківської області .

## Історія
Територія сучасного Долинського району (в тому числі, околиці міста Долини) відома як місце видобутку солі з X століття. У внутрішній зоні Передкарпатського прогину в смузі розвитку воротищенської соленосної формації міоцену знаходяться кілька соляних родовищ, одним з яких є Долинське родовище кам'яних солей.

### XV - XVIII cт
В 1474 році з'являються перші письмові згадки про промисел солі в цій місцевості. В 1525 році король Сигізмунд I поновив місту Магдебурзьке право і  дозволив міщанам виробляти сіль. Виварювання солі було в королівській власності, але було дозволено її виварювати і приватним особам. 
В 1576 році король Стефан Баторій під час своєї коронації надав усім власникам ґрунтів, на яких є родовища руди та солі, право власності на них .  Міщани могли користуватися розсолом з королівської копальні за плату у розмірі один гріш за відро. Також міщани мали постачати деревину для ремонту солеварні.

### XIX cт
До першої половини ХІХ століття технологія виробництва солі передбачала: вичерпування ропи з копалень за допомогою коловорота (корби), її перелив у бочки, з яких вона попадала в казани. Після випарювання під відкритим вогнищем сіль виймали з казанів і досушували біля вогню.
Австрійська влади розділила соляні родовища на три округи, а солеварня в Долині відійшла до Самбірського куща. Тоді ж були укладені договори про постачання 6 000 бочок солі російському капітану Яну Каупу. Також покупцями солі були також бучачський єврей Йосип Соломон і львівський купець Степанович.   
На початку ХІХ ст. на солеварні працювало 82 робітники: сушарники (3), водники (2), ковалі (3), виварювальники (47), боднарі (8), сторожі (2), гайдуки (4), муляри (2), тесляр (1), помічники (10).
З озера дерев'яним водогоном з просверлених стовбурів смерек було проведено воду, але оскільки пропускна спроможність водогону була невелика в солеварні і міщан виникали конфлікти щодо нестачі води.
У 1845 році в солеварні були наміри згорнути солеваріння, були ліквідовані черуни. В 1849 році солеварня знову запрацювала. У 1868 році в солеварні почалось будівництво  нової виварювальні, сушарні якої мали чотири переділки і могли помістити 7160 1,4-фунтових топок. Будівництво заверщилось наступного року.
В у саліні змонтували парову помпу, яка подавала ропу із копалень до спеціальних збірників. Після того, як був збудований новий виварювальний цех, виварювання солі у 1869 році склало майже 60 тис. центнерів. 
В 1886 році в солеварні збудували ще одну резервну виварювальню, наявність якої дозволало проводити ремонтні та регламентні роботи на основній. В її складі була панва з поверхнею 61,75 м кв., яка вміщала 20 кубометрів ропи, три чотириділові сушарні системи Клеєберга ємністю 17,5 кубометра, панва попереднього нагріву і чотири нагрівачі.
В 1885 році розпочалось поглиблення нової шахти, розташованої на відстані 37 метрів від шахти святої Варвари. Досягнувши  глибини 38,6 метра через ризик раптового її затоплення ропою її дослідження вирішили проводити за допомогою буріння, яке здійснювалось під керівництвом інженера Юрського. У 1888 році дослідження показало значні запаси солі та завершилось на 100 метровій глибині.
В 1882 році солеварня постраждала від повені, яка затопила її територію, пошкодила будівлі та вимила запаси дрів. В 1886 році в місті виникла пожежа, яка ледь не  перекинулась. Проте вже в 1898 році пожежа знищила комлекс споруд солеварні (виварювальні цехи, склади солі, виробничу будівлю копальні святої Варвари, столярну, кузню зі складом, запаси дров, будинки  робітників. Було врятовано документи, каса і будинок керівника солеварні.
Наступного року солевари відправили делегацію до цісаря Франца Йосифа з проханням відновити підприємство. За його підтримки почалась його відбудова, яка тривала 5 років. Під час неї капітально відремонтували копальні святої Варвари (глибина 66 метрів), в яких було знайдено речі солеварів (шкіряні мішки, люльки, єврейські ярмулки), а також роги баранів і сарн. Вартість ремонту становила 41 тис  крон. Нинішні будівлі солеварні датовані 1904 роком. Вони побудовані з цегли і бетону під керівництвом будівничого Мярчевського. Також у будівництві, вартість якого складала мільйон крон, брали участь такі підрядники: фабрика вагонів із Санока, «Корроза і Схлеймер» із Станиславова, фабрика машин з Бланська, «Піттель і Браусеветтер» із Відня та Є.Меленевський із Кракова.

### XX століття
Після відбудови у будівлі копальні святої Варвари з котельнею було дві помпи потужністю 125 літрів на хвилину, які працювали від парового двигуна. В нових складах були сім відділень для зберігання солі і упаковочного картону. Для переміщення вагонеток були прокладені рейки у виварювальних і складах, на роз'їздах же були обертові майданчики. На території була капличка в будинку з годинниковою вежею. В канцелярії було 8 відділень, підвальні приміщення і великі кабінети. Також на території розташовувались:  кузня, столярня майстерня, три збірники ропи, збудовані із монолітного залізобетону зі стінками завтовшки 100 міліметрів, які вміщали 8-денний запас ропи. Поряд з шахтою св. Варвари збула лазня на десять кімнат, в яких були: роздягальня, ванни, душові, парні та інгалятор.
У вересні 1939 року на території Західної України було встановлено радянську владу, після чого соляні промисли були передані у відання головного управління «Главсоль» наркомату харчової промисловості СРСР .
Після початку німецько-радянської війни в 1941 році Долинський район Івано-Франківської області був окупований німецькими військами, завод не постраждав під час бойових дій. 
До початку 1950-х років був одним з найбільших підприємств міста .
Сировинною базою заводу були природні розсоли Долинського родовища, які надходили на переробку з бурових свердловин, загальні питання розвитку підприємств соляної промисловості в цей час визначав Всесоюзний науково-дослідний інститут соляної промисловості (в м. Артемівськ Донецької області).
У 1979—1981 рр. на території Івано-Франківської області було проведено геологорозвідувальні роботи з уточнення запасів і кордонів родовищ кам'яних солей.
За радянських часів Долинський соляний завод входив до числа провідних підприємств міста .
Після проголошення незалежності України Долинський солевиварювальний комбінат — до складу якого входили Долинський і Болехівський сільзаводи — перейшов у підпорядкування асоціації «Укрсіль».
У березні 1995 року Верховна Рада України внесла завод до переліку підприємств, приватизація яких заборонена в зв'язку з їх загальнодержавним значенням .
У серпні 1997 року завод був включений в перелік підприємств, що мають стратегічне значення для економіки і безпеки України, приватизація яких заборонена .

### XXI століття
На початку травня 2016 року Кабінет міністрів України направив на розгляд Верховної Ради України законопроєкт № 4536 про можливість приватизації 391 державного підприємства (в тому числі, Долинського солеварного заводу).
На початку 2010-х років був проєкт будівництва туристично-відпочинкового комплексу з викорисанням соляних джерел, для якого шукали інвестора.
20 листопада 2019 року завод був переданий в управління Фонду державного майна України .

## Пам'ятка
Будівлі солеварні, датовані 1904 роком в  радянський період охоронялись як пам'ятка архітектури Української РСР (№ 1156). Всі будівлі були побудовані в одному архітектурному стилі.